# Entorno y orientación sexual
La relación entre el entorno y la orientación sexual ha sido un tema de investigación. En el estudio de la orientación sexual algunos investigadores distinguen entre influencias medioambientales e influencias hormonales, mientras que otros incluyen las influencias biológicas, como las hormonas prenatales, como parte de las influencias medioambientales. Científicamente hablando, se desconoce la causa exacta de la orientación sexual. Algunos científicos lo interpretan como el resultado de una compleja interacción genética, hormonal, y medioambiental, más que como una elección.
Las hipótesis sobre el impacto del entorno social post-natal en la orientación sexual son débiles, especialmente para el género masculino. No existe evidencia substancial que sugiera que el modo de crianza o las experiencias en la infancia tengan una influencia en la orientación sexual. Sin embargo, existen investigaciones que relacionan la disconformidad de género en la infancia con la homosexualidad.

## Orientación sexual e identidad de orientación sexual
Por lo general no se hace una distinción entre la orientación sexual y la identidad de orientación sexual, lo cual puede impactar la evaluación de identidad sexual, así como la idea de que la orientación sexual pueda cambiar o no. La identidad de orientación sexual puede cambiar a lo largo de la vida de un individuo y puede o no estar alineada con el sexo biológico, la conducta sexual, o la orientación sexual. Por otra parte, la orientación sexual es estable y poco probable de cambiar para la mayoría de las personas. Algunos estudios indican que algunas personas pueden experimentar cambios en su orientación sexual, y esto es más común que suceda en mujeres que en hombres. Algunos científicos y expertos en salud mental consideran la orientación sexual no es una elección.
 

La Asociación Estadounidense de Psicología hace una distinción entre estos dos conceptos, definiendo a la orientación sexual como una atracción duradera, y a la identidad de orientación sexual como algo que puede cambiar a lo largo de la vida de las personas. Esta misma asociación establece que:
La orientación sexual no es una elección y puede ser cambiada a voluntad, y que la orientación sexual es muy probablemente el resultado de la compleja interacción de factores ambientales, cognitivos y biológicos… es formada desde una edad temprana… [y la evidencia sugiere] que factores biológicos, incluyendo genéticos y hormonales, juegan un rol significativo en la sexualidad de las personas. La identidad de orientación sexual (no la orientación sexual) parece modificarse a través de psicoterapia, grupos de apoyo, y situaciones de vida.
Finalmente, esta asociación explica que es posible que los individuos sean consientes en distintos puntos de sus vidas de que son heterosexuales, gay, lesbianas, o bisexuales. Además de que se oponen al uso de tratamientos psiquiátricos como terapias de reorientación sexual, las cuales se basan en la asunción de que la homosexualidad como tal es un desorden mental, o en que el paciente deba cambiar su orientación homosexual. Por otra parte, fomentan la psicoterapia gay afirmativa.

## Entorno prenatal
La influencia de las hormonas en el desarrollo fetal ha influido en ciertas hipótesis sobre el desarrollo de la orientación sexual. En términos sencillos, el desarrollo fetal cerebral comienza en un estado típico ‘femenino’. La presencia de los cromosomas Y masculinos incitan el desarrollo de los testículos los cuales descargan testosterona, la principal hormona andrógena, para masculinizar al feto y su cerebro. Este efecto de masculinización impulsa la creación de estructuras cerebrales típicas de un hombre, y en la mayoría de los casos, la atracción hacia el sexo femenino. Se ha hipotetizado que los hombres homosexuales han sido expuestos a cantidades menores (o con fluctuaciones en momentos críticos) de testosterona en regiones clave del cerebro, o que tuvieron diferentes niveles de receptividad a los efectos de masculinización. En el caso de las mujeres, se cree que la exposición a altos niveles de testosterona en regiones clave del cerebro puedan incrementar la posibilidad de atracción por alguien del mismo sexo. Un estudio que apoya esta teoría es el ratio digital de la mano derecha, el cual es un marcador robusto de exposición prenatal a testosterona. De acuerdo con varios estudios cros-culturales, en promedio, las lesbianas presentan significativamente más ratios digitales masculinos. Mientras que los efectos directos son difíciles de medir por razones éticas, estudios en animales en los que se puede manipular la exposición a hormonas sexuales durante la gestación, indican que se puede inducir conductas típicamente masculinas en sujetos femeninos y viceversa.
La respuesta inmune materna durante el desarrollo fetal han demostrado ser causantes de la homosexualidad masculina y la bisexualidad. Investigaciones realizadas desde 1990 han demostrado que cuantos más hijos hombres tiene una mujer, mayor es la posibilidad de que los que nacen al final sean gay. Durante el embarazo, las células masculinas entran al torrente sanguíneo de la madre, las cuales son extrañas para su sistema inmune, y en respuesta, su cuerpo genera anticuerpos para neutralizarlas. Estos anticuerpos son liberados en los futuros fetos masculinos y pueden neutralizar antígenos ligados al cromosoma Y, lo cual juega un papel importante en la masculinización del cerebro, dejando a las áreas del cerebro responsables de la atracción sexual en el estado típico femenino, o de atracción hacia los hombres. Conforme el número de hijos hombres aumente, también lo hará el número de estos anticuerpos, generando así el efecto del orden de nacimiento de los hermanos. Un estudio realizado en 2017 muestra evidencia bioquímica que apoya este efecto. Se encontró que las mujeres con un hijo gay, particularmente aquellas con hijos mayores presentaban incrementos en los anticuerpos de la proteína NLGN4Y mucho mayores a los de las madres con hijos heterosexuales, por lo que algunos científicos describen la respuesta inmune materna como la causa de la homosexualidad masculina. Entre el 15 y el 29% de los hombres homosexuales pueden ser atribuidos a este efecto, mientras que el resto deben su orientación sexual a interacciones genéticas y hormonales.
Las teorías de socialización fueron dominantes en los años de 1900s, éstas favorecían la idea de que los niños nacían indiferenciados y que eran socializados en ciertos roles de género y orientación sexual. Esto llevó a una serie de experimentos médicos en los que recién nacidos e infantes masculinos eran quirúrgicamente reasignados al sexo femenino tras accidentes durante la circuncisión. Estos niños eran posteriormente criados y educados como mujeres sin hacerles saber lo sucedido. Contrario a las expectativas, estos cambios no los hizo representar características femeninas ni estar atraídos a hombres. Todos los casos publicados resultaron en una orientación sexual en la que se sentían fuertemente atraídos hacia mujeres. El fracaso de estos experimentos demostró que los efectos de la socialización no inducen conductas femeninas en hombres, ni los hace estar atraídos a hombres. Además, se estableció que los efectos organizacionales de las hormonas en el cerebro fetal pueden tener consecuencias permanentes.
El núcleo sexualmente dimórfico es una región clave en el cerebro que diferencia entre hombres y mujeres a los humanos y otros mamíferos (por ejemplo: ratones, ratas, ovejas); esto es causado por diferencias en la exposición a esta hormona. La región INAH-3 es una región más grande en hombres que en mujeres, y se cree que es una región crítica en cuanto a la conducta sexual. Estudios de disección muestran que los hombres homosexuales tienen una región INAH-3 más pequeña que los hombres heterosexuales; en el caso de las mujeres ocurre lo contrario.
Estudios a largo plazo en ovejas domesticadas muestran que entre el 6 y el 8% de los animales exhiben una preferencia homosexual a lo largo de su vida. Durante la disección del cerebro de estos animales se encontró una estructura pequeña (feminizada) en las ovejas homosexuales, en comparación con las ovejas homosexuales. Esta región es la equivalente al núcleo sexualmente dimórfico en humanos, y es llamado núcleo sexualmente dimórfico ovino. El tamaño de esta región es formado en el útero, disminuyendo el rol de las hormonas prenatales en la masculinización del cerebro para la atracción sexual.
Otros estudios en humanos se basan en la tecnología de imagenología cerebral comparando ambos hemisferios del cerebro. Estos estudios demuestran que los hombres heterosexuales tienen el hemisferio derecho 2% más grande que el izquierdo, lo que se considera una alta diferencia significativa. En mujeres heterosexuales ambos hemisferios son del mismo tamaño, al igual que en hombres heterosexuales. Mientras que las mujeres lesbianas presentan un ligero aumento en el tamaño del hemisferio derecho, lo que podría representar una inclinación hacia la dirección masculina.
Existe un modelo genético evolutivo propuesto por William R. Rice, el cual argumenta que la mal expresión de un modificador epigenético de la sensibilidad a testosterona afecta el desarrollo cerebral, y puede explicar la homosexualidad u la discordancia gemelar. Este modelo propone que los epimarcadores normalmente canalizan el desarrollo sexual, previenen condiciones de intersexualidad, pero que en ocasiones no se borran con el paso de las generaciones, lo que ocasiona una preferencia sexual revertida. En términos de plausibilidad evolutiva se ha argumentado la posibilidad de que todos los mecanismos exclusivos de una orientación homosexual puedan remontarse al modelo epigenético. La tecnología actual de células madre abre la posibilidad de probar esta teoría.

## Inconformidad de género en la infancia
Varios investigadores han llegado a la conclusión de que la inconformidad de género en la infancia es clave en predicción de homosexualidad en la vida adulta. Especialmente en hombres, ya que en mujeres es un factor que no está bien comprendido. Algunos hombres homosexuales reportan haber sido niños con ciertas conductas femeninas, mientras que algunas mujeres lesbianas reportan haber sido niñas con características masculinas. Las mujeres con hiperplasia congénita adrenal, la cual tiene efectos en la producción de esteroides sexuales, reportan más conductas típicas masculinas y muestran menos intereses heterosexuales. Algunos científicos describen la inconformidad de género en la infancia como un claro indicador de que la homosexualidad masculina es un factor de nacimiento, resultado de hormonas, genes y otros factores de desarrollo prenatal.
El psicólogo Michael J. Bailey describe en su libro El hombre que será reina (The man who would be queen), que los niños sufren más regaños que premios por no estar conforme con su género, y que esta conducta emerge sin ningún estímulo y más bien por la opresión, lo que confirma la idea de que la homosexualidad es innata. El autor describe a los niños inconformes con su género como niños que pueden hablar sobre las influencias biológicas en su género y sexualidad.
 

Por otra parte, el psicólogo social Daryl Bem propuso en 1996 la teoría Lo exótico es erótico. En ella argumenta que factores biológicos como hormonas prenatales, genes, y neuroanatomía predisponen a los niños a comportarse en formas que no están en conformidad con el sexo asignado al nacer. Los niños inconformes con su género por lo regular preferirán parejas de juego y actividades contrarias al género asignado, lo que los hace apartarse de grupos de personas de su mismo sexo. Cuando se entra a la adolescencia es cuando lo exótico es erótico, donde las parejas sexuales del mismo sexo no parecen familiares y causan excitación, y esta excitación general se vuelve erótica con el paso del tiempo. Más adelante se explicó que esta teoría no pretendía ser un modelo absoluto para describir a todos los individuos, sino más bien era una explicación general.  Sin embargo fue gran motivo de crítica, incluso se publicó en la revista científica Psychological Review que:
Los estudios citados por Bem, y sus investigaciones posteriores muestran que la teoría Lo exótico es erótico carece de evidencia científica.
Bem fue criticado por basarse en una muestra no aleatoria de hombres homosexuales en 1970, y por llegar a conclusiones que contradecían los datos originales. Incluso se encontró que los datos originales mostraban que todos los participantes estaban familiarizados con niños de ambos sexos, y que solo el 9% de estos participantes estaban relacionados con pocos o ningún amigo hombre. EL 74% de los hombres homosexuales reportaban haber tenido un amigo cercano del mismo sexo durante la edad escolar. Se reporta también que el 71% de los hombres homosexuales se sentían diferentes a otros niños, lo cual también ocurrió con el 38% de hombres heterosexuales. La diferencia en hombres homosexuales sigue siendo grande, pero al mismo tiempo es una conducta también presente en hombres heterosexuales. Bem también habla de la influencia de haber tenido hermanos mayores (efecto del orden de nacimiento de los hermanos), lo cual parece ser una contradicción a la poca familiaridad con los hombres. Algunos estudios cros-culturales citados por Bem también parecen contradecir su propia teoría. Tal es el estudio de la tribu Sambia en Papúa Nueva Guinea, en la cual segregan a los hombres de las mujeres durante la adolescencia, e imponen actos homosexuales entre los hombres. Esto lo hacen como parte de un ritual, ya que lo consideran importante para incrementar el potencial masculino. Sin embargo, una vez que llegan a la adultez, solo algunos de estos hombres continúan teniendo conductas homosexuales, incluso en niveles similares a los de la población estadounidense. A pesar de que la teoría propuesta por Bem puede parecer creíble para predecir conductas homosexuales en la adultez, ha sido cuestionada en numerosas ocasiones, carece de cimientos científicos, y la comunidad científica la ha rechazado.
En 2003, Lorene Gottschalk, quien se define como una feminista radical, sugirió que es posible que exista un prejuicio ligando la inconformidad de género con la homosexualidad. Algunos investigadores han explorado la posibilidad de un prejuicio, comparando videos caseros de la infancia con auto-reportes de inconformidad de género. Se encontró que la presencia de inconformidad de género era altamente consistente con los auto-reportes, los cuales surgieron en una edad temprana y continuaron hasta la vida adulta.

## Familia y educación
Las hipótesis sobre el impacto del ambiente social post-natal en la orientación sexual son débiles, especialmente aquellas inclinadas hacia los hombres. No existe evidencia substancial que sugiera que el modo de crianza o las experiencias en la infancia tengan influencia en la orientación sexual. Algunas investigaciones han ligado la inconformidad de género en la infancia y la homosexualidad. Se ha observado que los hombres homosexuales, en promedio, son significativamente más femeninos en la infancia, mientras que las lesbianas son significativamente más masculinas. Las personas bisexuales también reportan esta inconformidad de género en la infancia, aunque la diferencia no es tan grande como lo es en el caso de los homosexuales. Esta inconformidad de género en la infancia sugiere evidencia de que la orientación no-heterosexual es dependiente de factores biológicos tempranos como influencia genética, hormonas parentales, o desarrollo fetal; ya que estas conductas sexuales atípicas emergen a pesar de que no haya un estímulo por parte de los padres o del ambiente social. Se ha reportado que los padres y adultos pueden reaccionar de manera negativa hacia esta inconformidad de género en los niños, lo que resulta en altos niveles de maltrato. Algunas hipótesis han especulado que el maltrato infantil experimentado por infantes no-heterosexuales es la causa de una orientación no-heterosexual; sin embargo, estas teorías no han sido comprobadas a fondo.

### Efecto del orden de nacimiento de los hermanos
Desde la década de 1990, un gran número de investigaciones han demostrado que cada hermano mayor que un hombre tiene de la misma madre biológica, incrementa su probabilidad de ser gay entre un 28% y 48%. Este fenómeno es conocido como efecto del orden de nacimiento de los hermanos. Esta correlación no fue encontrada en el caso de medios hermanos o de hermanos adoptivos, lo que llevó a los científicos a atribuir este efecto a la respuesta inmune materna al desarrollar fetos masculinos, más que a un efecto social. Se ha estimado que entre el 15% y el 29% de los hombres gay deben su orientación a este efecto, aunque esto puede ser mayor si se contemplan los casos de aborto de fetos masculinos (los cuales no pueden contemplarse en estos cálculos).

En 2017, evidencia bioquímica demostró que las madres de hijos, particularmente hijos gay, tenían anticuerpos de la proteína masculina NLGN4Y en niveles significativamente más altos que aquellas madres sin hijos varones. En palabras de biólogo Jaques Balthazart:
…(la evidencia bioquímica) provee de un nuevo capítulo a la creciente evidencia que indica que la orientación sexual está altamente influenciada por mecanismos biológicos prenatales, más que por factores indefinidos en la socialización.
Este efecto es un ejemplo de influencia no-genética en la orientación sexual masculina que ocurra en el entorno prenatal. Este efecto no significa que todos, o la mayoría de los hijos varones serán homosexuales después de varios embarazos, sino que las probabilidades de tener in hijo varón incrementan aproximadamente 2% para el primer hijo, 3% para el segundo, 5% para el tercero, y se vuelve mucho mayor con cada feto masculino.

## Varones que fueron quirúrgicamente reasignados y educados como mujeres
Entre 1960 y 2000, muchos recién nacidos y niños pequeños fueron reasignados quirúrgicamente como mujeres. Esto aplicaba para los casos en que nacieran con malformaciones en el pene, o que hubiesen perdido el pene como consecuencia de un accidente. Varios cirujanos creían que estos hombres serían mucho más felices si se les reasignaba social y quirúrgicamente como mujeres. Existen siete casos publicados, y en todos ellos los individuos reportaron estar fuertemente atraídos hacia mujeres. De acuerdo con un artículo publicado para la revista Psychological Science of the Public Interest, se explica que esto es una fuerte evidencia de que la orientación sexual está parcialmente establecida desde antes del nacimiento. En palabras de J. Michael Bailey:

Esto es el resultado que podríamos esperar si la orientación sexual masculina fuese enteramente debida a la naturaleza, y sería totalmente lo contrario su fuese enteramente debido a la crianza; por lo que si ese fuera el caso ninguno de estos individuos estaría predominantemente atraído a las mujeres. Ellos muestran lo difícil que es entender el desarrollo de la orientación sexual masculina, por medios psico-sociales.
También se ha argumentado que esto plantea nuevas preguntas sobre el impacto del entorno social y la orientación sexual, tales como:
Si uno no puede confiar en que se puede crear que un hombre humano esté atraído a otras mujeres al cortar su pene en la infancia y educarlo como una mujer, ¿entonces qué otras intervenciones psico-sociales de pueden hacer para lograr dicho efecto?
Más adelante se establece que ni la extrofia cloacal (resultado de la malformación del pene), ni los accidentes quirúrgicos, estaban asociados con anormalidades andrógenas prenatales; por lo tanto, los cerebros de estos individuos estaban organizados como masculinos al nacer. De acuerdo con el estudio, seis de los siete pacientes de identificaron como hombres heterosexuales, a pesar de haber sido alterados quirúrgicamente y educados como mujeres. A esto, los investigadores concluyeron que, de acuerdo con la evidencia presentada, esto indica que en algunas instancias los padres están altamente comprometidos en educar a los infantes como niñas, y en un ambiente típico del género. Finalmente, describen que la ocurrencia de la reasignación de sexo funcionó como un experimento para comparar los efectos de la naturaleza contra la crianza en cuanto a la homosexualidad masculina.